# AZAL PFK
Az AZAL Bakı azeri labdarúgóklub, amely az első osztályban szerepel. Székhelye a fővárosban, Bakıban található. Hazai mérkőzéseit az AZAL Stadionban rendezi.
Nevét a nemzeti légitársaságtól, mint főszponzortól kapta.

## Korábbi nevei
- 1996–2005: AMMK
- 2005–2009: Olimpik
- 2009–2010: Olimpik-Şüvəlan

2010 óta jelenlegi nevén szerepel.

## Sikerei
- Azeri élvonal (Premyer Liqasi)
  - Ezüstérmes (1 alkalommal): 2008

## Eredmények

### Bajnoki múlt
Az AZAL Bakı a 2010–2011-es szezonig összesen 6 bajnoki évet töltött az azeri labdarúgó-bajnokság élvonalában.
| Idény   | Helyezés |
| ------- | -------- |
| 2005–06 | 12. hely |
| 2006–07 | 6. hely  |
| 2007–08 | 2. hely  |
| 2008–09 | 6. hely  |

| Idény   | Helyezés |
| ------- | -------- |
| 2009–10 | 7. hely  |
| 2010–11 | 4. hely  |
| 2011–12 |          |

### Európaikupa-szereplés
Az Európai Labdarúgó-szövetség (UEFA) által szervezett labdarúgótornákon elért eredményei.

#### Összesítve
| Kupa        | J | GY | D | V | LG–RG |
| ----------- | - | -- | - | - | ----- |
| UEFA-kupa   | 2 | 0  | 1 | 1 | 1–2   |
| Európa-liga | 2 | 0  | 1 | 1 | 2–3   |
| Összesítve  | 4 | 0  | 2 | 2 | 3–5   |

#### Szezonális bontásban
| Kupa        | Idény     | Forduló         | Klub      | 1. mérk. | 2. mérk. | Össz. |
| ----------- | --------- | --------------- | --------- | -------- | -------- | ----- |
| UEFA-kupa   | 2008–2009 | 1. selejtezőkör | Vojvodina | 0–1      | 1–1      | 1–2   |
| Európa-liga | 2010–2011 | 1. selejtezőkör | FK Minszk | 1–1      | 1–2      | 2–3   |

Megjegyzés: Az eredmények minden esetben az AZAL Bakı szemszögéből értendőek, a dőlten jelölt mérkőzéseket pályaválasztóként játszotta.